# شينيا يوشيهارا
شينيا يوشيهارا (باليابانية: 吉原 慎也) (19 أبريل 1978 في هيتاتشي في اليابان – )؛ هو لاعب كرة قدم ياباني سابق كان يلعب كحارس مرمى.

## وصلات خارجية
- شينيا يوشيهارا على موقع رابطة كرة القدم اليابانية للمحترفين (اليابانية)
- شينيا يوشيهارا على موقع قاعدة بيانات كرة القدم.إي يو (الإنجليزية)
- شينيا يوشيهارا على موقع Soccerway.com (الإنجليزية)
- شينيا يوشيهارا على موقع عالم كرة القدم.نت (الإنجليزية)